# Ligne à grande vitesse Schiphol - Anvers
Cet article court présente un sujet plus développé dans : HSL-Zuid et LGV 4.
 (août 2023).
Si vous disposez d'ouvrages ou d'articles de référence ou si vous connaissez des sites web de qualité traitant du thème abordé ici, merci de compléter l'article en donnant les références utiles à sa vérifiabilité et en les liant à la section « Notes et références ».

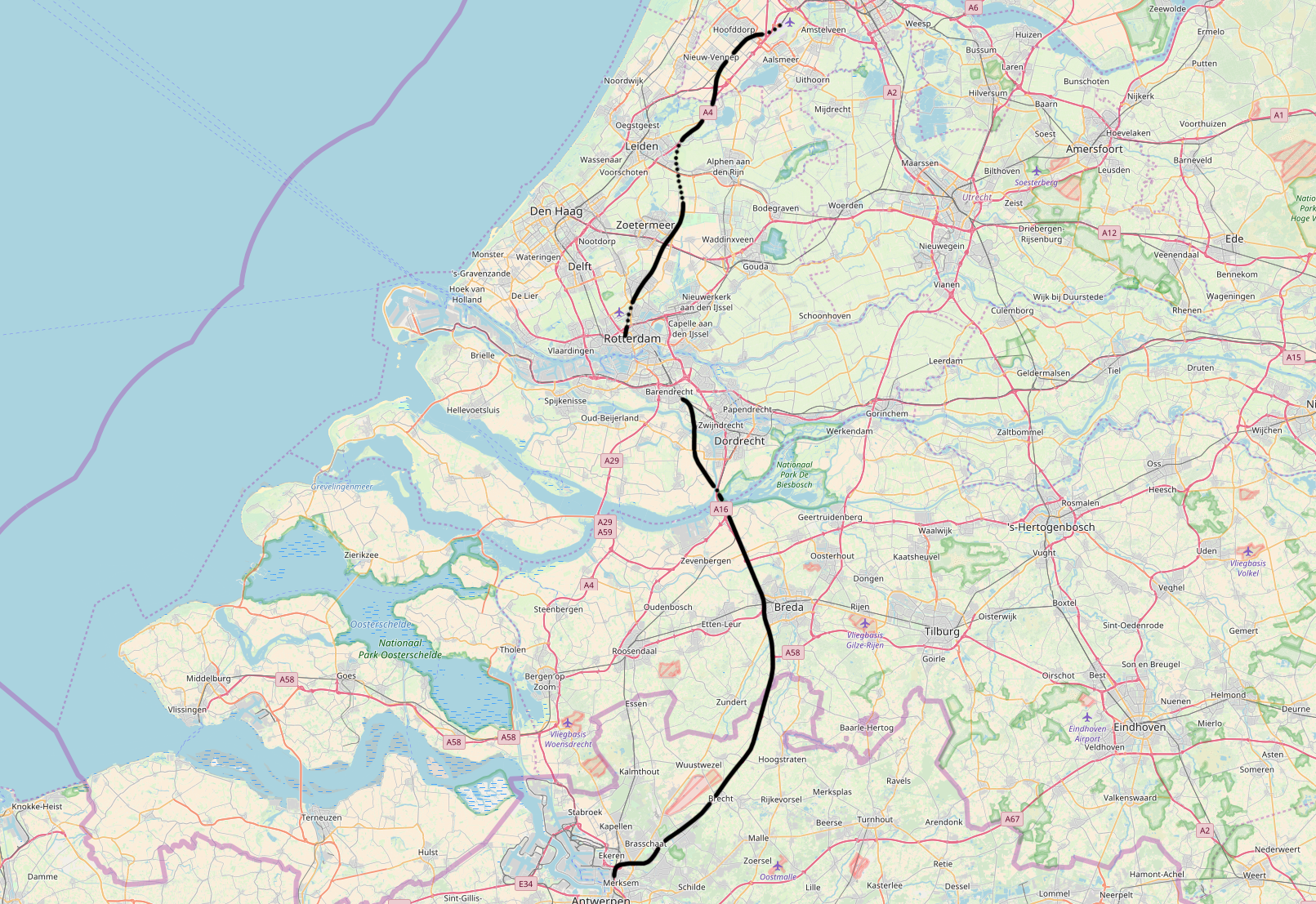
Carte de la ligne.

La ligne à grande vitesse Schiphol - Anvers est une ligne à grande vitesse internationale, reliant la gare de Schiphol-Aéroport, à 9 kilomètres au sud-ouest du centre d'Amsterdam (Pays-Bas), à Anvers (Belgique). Sa longueur totale est de 147 km.
Elle est constituée des deux sections suivantes :
- HSL-Zuid, constituant la section nord, aux Pays-Bas ;
- LGV 4, qui est la section sud, en Belgique.